# Compertrix
Compertrix – miejscowość i gmina we Francji, w regionie Grand Est, w departamencie Marna.
Według danych na rok 1990 gminę zamieszkiwały 1112 osoby, a gęstość zaludnienia wynosiła 234 osób/km².